# Valentina Favazza
Valentina Favazza (Aosta, 10 ottobre 1987) è una doppiatrice italiana.

## Biografia
Valdostana, inizia a frequentare corsi di recitazione durante le superiori per poi muovere i primi passi come doppiatrice nel 2005 presso gli studi di Torino e Milano. Successivamente si trasferisce a Roma, dove comincia a ottenere ruoli importanti diventando nel tempo doppiatrice principale di Felicity Jones, Alicia Vikander e Lily Collins; doppia anche Jennifer Lawrence nella saga X-Men nel ruolo di Mystica. Fra gli altri ruoli, ha prestato la voce a Shailene Woodley nella saga di Divergent, a Rachel Brosnahan ne La fantastica signora Maisel, a Evan Rachel Wood in Westworld - Dove tutto è concesso e al personaggio di Glim nel film d'animazione Mune - Il guardiano della luna.
Nel 2015 ha partecipato alla "Oscar Marathon" organizzata da Vanity Fair e Sky. Nello stesso anno doppia Carey Mulligan nel film Suffragette e Alicia Vikander in The Danish Girl, interpretazioni che le valgono nel 2016 l'assegnazione del Leggio d'oro per la voce femminile. Nel 2022 doppia Ana De Armas nel film Blonde, una produzione Netflix dedicata a Marilyn Monroe.

## Vita privata
Ha un figlio avuto dal suo compagno e collega Flavio Aquilone, di nome Enea, nato il 19 settembre 2019, che ha iniziato a seguire le orme familiari.

## Doppiaggio

### Film
- Felicity Jones in Chéri, Hysteria, Chalet Girl, The Amazing Spider-Man 2 - Il potere di Electro, La teoria del tutto, True Story, Inferno, Rogue One: A Star Wars Story, Autobahn - Fuori controllo, Sette minuti dopo la mezzanotte, Una giusta causa, The Midnight Sky, L'ultima lettera d'amore
- Alicia Vikander in Testament of Youth, Il settimo figlio, The Danish Girl, Il sapore del successo, Jason Bourne, La luce sugli oceani, La ragazza dei tulipani, Dove la terra trema, Beckett, Blue Bayou
- Shailene Woodley in Divergent, White Bird, The Divergent Series: Insurgent, The Divergent Series: Allegiant, Snowden, Resta con me, Ferrari
- Jennifer Lawrence in X-Men - L'inizio, X-Men - Giorni di un futuro passato, X-Men - Apocalisse, Madre!, X-Men: Dark Phoenix, Don't Look Up
- Lily Collins in Biancaneve, Scrivimi ancora, L'eccezione alla regola, Mank, Windfall, MaXXXine
- Jessica Rothe in La La Land, Auguri per la tua morte, Ancora auguri per la tua morte, Per sempre la mia ragazza, All My Life
- Ana de Armas in Acque profonde, Blonde, Ghosted, Eden, Ballerina
- Tessa Thompson in Selma - La strada per la libertà, Thor: Ragnarok, Avengers: Endgame, Thor: Love and Thunder, The Marvels
- Rachel Brosnahan ne L'ombra delle spie, Sono la tua donna, Morto per un dollaro, Operazione vendetta, Superman
- Margaux Châtelier in Belle & Sebastien, Belle & Sebastien - L'avventura continua, Belle & Sebastien - Amici per sempre
- Golshifteh Farahani in Paterson, Tyler Rake, Tyler Rake 2, Leggere Lolita a Teheran
- Carey Mulligan in Via dalla pazza folla, Suffragette, Spaceman
- Marta Etura in Il guardiano invisibile, Inciso nelle ossa, Offerta alla tormenta
- Cara Delevingne in Suicide Squad, Valerian e la città dei mille pianeti
- Nina Dobrev in Chloe - Tra seduzione e inganno, Dog Days
- Rebecca Ferguson in La ragazza del treno, The Greatest Showman
- Emma Bell in Frozen, A Quiet Passion
- Aimee Teegarden in My Bakery in Brooklyn - Un pasticcio in cucina, The Ring 3
- Britt Robertson in La risposta è nelle stelle, Mother's Day, Lo spazio che ci unisce
- Vanessa Kirby in Mission: Impossible - Fallout, Mission: Impossible - Dead Reckoning, La notte arriva sempre
- Alexandra Daddario in Non aprite quella porta 3D, Baywatch
- Ruth Negga in Fury, Warcraft - L'inizio
- Tuppence Middleton in Jupiter - Il destino dell'universo, The Imitation Game
- Ashley Bell in L'ultimo esorcismo, The Last Exorcism - Liberaci dal male
- Sophie Cookson in Kingsman: Secret Service, Kingsman - Il cerchio d'oro
- Taissa Farmiga in The Nun - La vocazione del male, The Nun II
- Demet Özdemir in Tattiche d'amore, Tattiche d'amore 2
- Holland Roden in Escape Room 2 - Gioco mortale, Teen Wolf - Il film
- Juno Temple in Kaboom, Venom: The Last Dance
- Abbey Lee in Lovecraft Country - La terra dei demoni, Horizon: An American Saga - Capitolo 1
- Jodie Comer in The Last Duel, 28 anni dopo
- Leighton Meester in Scusa, mi piace tuo padre
- Mia Wasikowska in Solo gli amanti sopravvivono
- Dakota Johnson in Black Mass - L'ultimo gangster
- Jessica Alba in The Ten
- Rose Byrne in Peter Rabbit
- Alexa Davies in Mamma Mia! Ci risiamo
- Claire Holt in 47 metri
- Emily Ratajkowski in We Are Your Friends
- Eloise Mumford in Cinquanta sfumature di grigio
- Rosie Huntington-Whiteley in Mad Max: Fury Road
- Dree Hemingway in Un giorno questo dolore ti sarà utile
- Kathryn Newton in Paranormal Activity 4
- Marie Avgeropoulos in Tracers
- Tanya Reynolds in Emma.
- Sarah Gadon in Maps to the Stars
- Amanda Walsh in Tutte per uno
- Ellen Wong in Scott Pilgrim vs. the World
- Claudia Lee in Kick-Ass 2
- India Eisley in Underworld - Il risveglio
- Sofia Boutella in StreetDance 2
- Courtney Halverson in Unfriended
- Shannon Ashlyn in Wolf Creek 2
- Jessica Barden in The Lobster
- Lesley-Ann Brandt in Drift - Cavalca l'onda
- Analeigh Tipton in Damsels in Distress - Ragazze allo sbando
- Siobhan Reilly in La parte degli angeli
- Génesis Rodríguez in 40 carati
- Gabrielle Walsh in Il segnato
- Bianca Saad in Hansel e Gretel e la strega della foresta nera
- Sarah Sokolovic in Fredda è la notte
- Caroline Sunshine in Sansone
- Daveigh Chase in S. Darko
- Shannyn Sossamon in Wristcutters - Una storia d'amore
- Hannah Murray in I segreti della mente
- Bebe Cave in Il racconto dei racconti - Tale of Tales
- Rebecca Dayan in Separati innamorati
- Ashleigh Cummings in Il domani che verrà - The Tomorrow Series
- Jessica Barden in Tamara Drewe - Tradimenti all'inglese
- Katrina Bowden in Nurse - L'infermiera
- Leanne Lapp in ESP² - Fenomeni paranormali
- Willa Holland in Genova - Un luogo per ricominciare
- Madison Riley in Without a Paddle 2 - Il richiamo della natura
- Kate Mara in We Are Marshall
- Allison Miller in 17 Again - Ritorno al liceo
- Jess Weixler in Denti
- Juana Acosta in Slam
- Amy Weber in Kolobos
- Amelia Praggastis in Appuntamento al buio
- Louise Grinberg in 17 ragazze
- Mélanie Laurent in By the Sea
- Sarah-Jeanne Labrosse in Starbuck - 533 figli e... non saperlo!
- Lola Créton in Un amore di gioventù
- Alba Gaïa Bellugi in Quasi amici - Intouchables
- Zulay Henao in Feel the Noise - A tutto volume
- Candace Moon in Speed Demon
- Carole Combes in Qualcosa nell'aria
- Déborah François in Student Services
- Clémence Poésy in Famiglia all'improvviso - Istruzioni non incluse
- Amaia Salamanca in Paranormal Xperience 3D
- Izabella Miko in The Park
- Mayuko Fukuda in Kamikaze Girls
- Elina Powell in Anita B.
- Mila Kunis in After Sex - Dopo il sesso
- Melonie Diaz in Mr Cobbler e la bottega magica
- Rebecca Buller in L'uomo d'acciaio
- Aishwarya Rai in Robot, Jazbaa
- Camille Rowe in La casa in fondo al lago
- Molly Kunz in Il lupo e il leone
- Laura Verlinden in Happy End
- Nathalie Rapti Gomez in Ride
- Victoria Justice in L'abbinamento perfetto
- Tiphaine Daviot in Beautiful Minds
- Evelyn Rasmussen Osazuwa in Blasted - In due contro gli alieni
- Frida Gustavsson in Dampyr
- Dilan Gwyn in The Other Side
- Janelle Monáe in Glass Onion: Knives Out
- Rina Sawayama in John Wick 4
- Belinda Owino in The Hateful Eight
- Emma Mackey in Emily
- Kiran Sonia Sawar in Shark 2 - L'abisso
- Ayane Nagabuchi in Tetris
- Han Hyo-joo in Illang - Uomini e lupi
- Sarah Baskin in A Family Affair
- Ascia Al Faraj in Honeymoonish
- Emily Bett Rickards in Emma e il giaguaro nero
- Eva De Dominici in Sayen - La cacciatrice
- Nathalie Emmanuel in Megalopolis
- Lorenza Izzo in Knock Knock
- Jodi Balfour in Freud - L'ultima analisi
- Sophie Thatcher in Heretic

### Film d'animazione
- Bratz: Genie magic e Bratz Babyz - Jasmin
- Impy e il mistero dell'isola magica - Bambino hawaiano
- Impy Superstar - Missione Luna Park - Babu
- Supercuccioli a Natale - Alla ricerca di Zampa Natale[6] - Zampa Natale Jr.
- Fantastic Mr. Fox[7] - Agnes
- Le avventure di Sammy - Shelly
- Zampa e la magia del Natale[8] - Zampa
- Milo su Marte - Ki
- Iron Man: Rise of Technovore - Sasha Hammer
- Capitan Harlock - Kei
- Tarzan - Jane Porter
- Mune - Il guardiano della luna - Glim
- Robinson Crusoe - Kiki
- Spider-Man - Un nuovo universo, Spider-Man: Across the Spider-Verse - Mary Jane Watson
- C'era una volta il Principe Azzurro - Bella Addormentata
- Fresh Pretty Cure! - Le Pretty Cure nel Regno dei Giocattoli - Miki Aono/Cure Berry
- Shikioriori, Una piccola sfilata di moda - Yi Lin
- 100% lupo, 200% lupo - Batty
- Steven Universe: il film - Garnet e Alexandrite
- Bianca & Grey - Bianca
- Resident Evil: Vendetta - Rebecca Chambers
- Loving Vincent - Marguerite Gachet
- Ferdinand - Greta
- Maquia - Decoriamo la mattina dell'addio con i fiori promessi - Racine
- Spie sotto copertura - Wendy Beckett
- Over the Moon - Il fantastico mondo di Lunaria - Chang'e (parte parlata)
- La vetta degli dei - Ryoko
- Il drago di mio padre - Dela Elevator
- Super Mario Bros. - Il film - Principessa Peach
- Cattivissimo me 4 - Patsy Prescott
- Buffalo Kids - Eleanor

### Film TV e miniserie
- Sarah Bolger in Into the Badlands
- Evan Rachel Wood in Mildred Pierce
- Hattie Morahan in Ragione e sentimento
- Bridgit Mendler in Lemonade Mouth
- Sarena Parmar in Radio Rebel
- Brittany Robertson in Avalon High
- Emily Baldoni in Il coraggio di una figlia
- Chloe Bridges in Camp Rock 2: The Final Jam
- Naomi Scott in Anatomia di uno scandalo
- Ana Girardot in Il conte di Montecristo
- Aina Clotet in In fiamme
- Kaya Scodelario in Senna

### Serie televisive
- Claire Holt in The Vampire Diaries, The Originals, Aquarius
- Britt Robertson in Life Unexpected, Under the Dome
- Jessy Schram in Falling Skies, Last Resort
- Holland Roden in Teen Wolf, Grey's Anatomy, MacGyver
- Stefania Spampinato in Grey's Anatomy, Station 19
- Sasha Pieterse in Pretty Little Liars, Pretty Little Liars: The Perfectionists
- Cara Delevingne in Only Murders in the Building, American Horror Story
- Bridgit Mendler in Buona fortuna Charlie, I maghi di Waverly
- Emily Wickersham in NCIS - Unità anticrimine
- Hilary Duff in  Law & Order - Unità vittime speciali
- Evan Rachel Wood in Westworld - Dove tutto è concesso
- Leanne Lapp in iZombie
- Alison Brie in GLOW
- Rachel Brosnahan in La fantastica signora Maisel
- Erin Krakow in Quando chiama il cuore
- Chloe Bennet in Agents of S.H.I.E.L.D.
- Willa Fitzgerald in Scream
- Candice Patton in The Flash
- Zhu Zhu in Marco Polo
- Morfydd Clark in Il Signore degli Anelli - Gli Anelli del Potere
- Nora Arnezeder in Zoo
- Merritt Patterson in The Royals
- Eileen O'Higgins in Gli Irregolari di Baker Street
- Hannah Murray in Il Trono di Spade
- Allison Williams in Girls
- Taryn Manning in Orange Is the New Black
- Margot Robbie in Pan Am
- Marissa Neitling in The Last Ship
- Krysten Ritter in The Blacklist
- Skyler Samuels in Le nove vite di Chloe King
- Melissa Benoist in Glee
- Hera Hilmar in Da Vinci's Demons
- Josie Loren in Make It or Break It - Giovani campionesse
- AnnaLynne McCord in Nip/Tuck
- Emma Lahana in Hellcats
- Martha MacIsaac in Greek - La confraternita
- Kendra Timmins in Wingin' It
- Anisha Nagarajan in Outsourced
- Tiffany Thornton in Sonny tra le stelle, So Random!
- Caitlyn Taylor Love in I'm in the Band
- Nicole Anderson in Jonas L.A.
- Juliet Holland-Rose in Zeke e Luther
- Katharine Isabelle in Endgame
- Jennifer O'Dell in The Lost World
- Kasia Koleczek in Padre Brown
- Alexandra Dowling in The Musketeers
- Aiysha Hart in Atlantis
- Karen Hassan in The Fall - Caccia al serial killer
- Gigi Edgley in Rescue Special Ops
- Renata Oyarzùn in Nessuno mi capisce
- Carmel Lotan in Summer Days
- Zoe Heriot in Doctor Who
- Emma Greenwell in The Path
- Sol Rodríguez in Devious Maids - Panni sporchi a Beverly Hills
- Victoire Du Bois in Marianne
- Parveen Kaur in Manifest
- Blanca Suárez in Respira
- Nadia Hilker in The Walking Dead (ep. 9x05-9-08)
- Cleopatra Coleman in The Last Man on Earth
- Tiera Skovbye in Riverdale
- Elizabeth Lail in You
- Tanya Reynolds in The Decameron
- Sara Rue in Una serie di sfortunati eventi
- Pia Stutzenstein in Squadra Speciale Cobra 11
- Sophie Rundle in Gentleman Jack - Nessuna mi ha mai detto di no
- Natascha McElhone in Halo
- Anjli Mohindra in Progetto Lazarus
- Cristin Milioti in The Penguin
- Samantha Siqueiros in Berlino
- Park Min-young in Vuoi sposare mio marito?
- Niamh Algar in Rapina e fuga
- Sea Shimooka in Il problema dei 3 corpi
- Frances Turner in Fallout
- Nathalie Kelley in The Vampire Diaries
- Lee Jung-hyun in Kiseiju - La zona grigia
- Christy Jung-Yun Choi in Will Trent
- Yasemin Özilhan in Il dottor Alì
- Amy Gumenick in Criminal Minds
- Eloise Mumford in Alex Cross
- Lara Wolf in Those About to Die
- Sarah-Sofie Boussnina in Dune: Prophecy
- Ariana Madix in Will Trent
- Lisa O'Hare in Mercoledì

### Soap e telenovelas
- Ashlyn Pearce in Beautiful
- Camryn Grimes in Febbre d'amore
- Henriette Richter-Röhl in Tempesta d'amore
- Julie Boulanger e Karima Brich in Saint Tropez
- Dounia Coesens in Bella è la vita
- Özge Özpirinççi in La forza di una donna
- Micaela Riera in Incorreggibili
- Sophia Abrahão in Rebelde
- Minel Üstüner in Bitter Sweet - Ingredienti d'amore
- Gabriella Di Grecco in Bia
- Laura Ledesma in Un altro domani

### Serie animate
- Ultimate Spider-Man - Mary Jane Watson
- Robotboy - Bambi
- Lola & Virginia - Virginia
- Hero 108 - Jumpy Ghostface
- Pinky Dinky Doo - Daphne Odorosa
- In giro per la giungla - Scattina
- Agente Speciale Oso - Agente Speciale Dotty
- Polli Kung Fu - Chick P.
- Noein - Ai Hasebe
- Nana - Misato Uehara
- La malinconia di Haruhi Suzumiya - Mikuru Asahina
- Lovely Complex - Risa Koizumi
- Sfondamento dei cieli Gurren Lagann - Yoko Littner
- L'attacco dei giganti - Sasha Blouse
- Steins;Gate - Suzuha Amane
- Dragons - Heather
- Star Wars Rebels - Leila Organa
- Star Wars: Forces of Destiny - Jyn Erso
- Steven Universe - Garnet, Alexandrite e Malachite
- A tutto reality presenta: Missione Cosmo Ridicola - Sanders
- Yes! Pretty Cure 5 GoGo! - Principessa Crepe
- Fresh Pretty Cure! - Miki Aono / Cure Berry
- Lo straordinario mondo di Gumball - Jamie (1ª voce)
- Dreamworks Dragons - Heater
- LEGO Ninjago - Skylor
- Pretty Guardian Sailor Moon Crystal - Viluy
- Miraculous - Le storie di Ladybug e Chat Noir - Lila Rossi / Cerise Bianca / Iris Verdi / Chrysalis
- Archer - Katya
- Mobile Suit Gundam GQuuuuuuX - Annqi
- Monster High - Amanita Nightside
- Captain Laserhawk: A Blood Dragon Remix - Warden
- Scott Pilgrim - La serie  - Knives Chau
- Hazbin Hotel - Lute

### Videogiochi
- Mama Malingen e Lockne (Margaret Qualley) in Death Stranding (2019),[9] Death Stranding 2: On the Beach (2025)[10]
- Armaiola in Ghost of Tsushima (2020)[11]
- Garnet in MultiVersus (2022)[12]
- Aurore Cassel in Cyberpunk 2077 (2023)[13]

### Premi
- Musa d'Oro 2021 - Miglior doppiaggio femminile SERIE TV per Rachel Brosnahan (MIRIAM ‘MIDGE’ MAISEL) in La fantastica signora Maisel
- Musa d'Oro 2022 - Miglior Doppiatrice Cinema per Renate Hansen Reinsveen (Julie) in La persona peggiore del mondo